# مالتش
مالتش (به چکی: Maleč) یک منطقهٔ مسکونی در جمهوری چک است که در ناحیه هاولیتشکوف برود واقع شده‌است. مالتش ۱۲٫۰۹ کیلومتر مربع مساحت و ۷۲۱ نفر جمعیت دارد و ۳۹۲ متر بالاتر از سطح دریا واقع شده‌است.